# Sak Tz’i’
Sak Tz’i’ (Weißer Hund) ist der Name eines Reichs der Maya. Die Archäologen fanden 1994 erstmals Erwähnungen. Als Zentrum werden die Ruinen einer Stadtanlage bei Lacanja Tzeltal im Municipio Ocosingo im Bundesstaat Chiapas, Mexiko, angenommen. Auch die Ruinen Plan de Ayutla – ebenfalls im Municipio Ocosingo – wurden bereits 2010 als Zentrum des Reiches Sak Tz'i angenommen.
2018 begannen unter der Leitung von Charles Golden von der Brandeis University Ausgrabungen. Dabei gefundenen Inschriften zufolge liegt die Gründung des Zentrums in der Maya-Präklassik etwa um 750 vor Christus. Der Ort wurde demnach dann über mehr als 1.000 Jahre hinweg bewohnt. Unter den bisher ca. 120 ermittelten Bauten der Stadt auf einer Fläche von mindestens 21 Hektar konnten mehrere Tempelpyramiden und Stelen, ein Ballspielplatz, Wohngebäude, weitere religiöse Stätten und ein Marktplatz festgestellt werden. Weiterhin zentral gelegen war die Plaza Muk’ul Ton – der Monumentenplatz.